# Europa-Parlamentsvalget 1989 i Danmark
Europa-Parlamentsvalget 1989 blev afholdt i Danmark den 15. juni 1989. Valgdeltagelsen var 46,2 procent. Ved valget i 1989 valgte Danmark 16 medlemmer til Europa-Parlamentet. Ved de foregående valg i 1979 og 1984, havde Grønland valgt et medlem, mens de resterede 15 medlemmer blev valgte i den danske valgkreds. 

## Resultat i Danmark
|  | 23,3 0 |

|  | 16,60 |

|  | 13,30 |

|  | 9,1 0 |

|  | 2,8 0 |

|  | 18,90 |

|  | 2,70 |

|  | 8,00 |

|  | 5,30 |

Ved valget i 1989 overtog Danmark et mandat, der hidtil var blevet valgt i Grønland. 
Der var følgende valgforbund: (A + B), (C + V), (F + N) samt (D + Q). Z var ikke i valgforbund. SF opstillede på partiliste, mens de øvrige lister sideordnet opstilling.
Personlige stemmetal for de ti kandidater med fleste stemmer (spidskandidater i kursiv): Erhard Jacobsen (D) (116.875), Kirsten Jensen (A) (108.974), Niels Anker Kofoed (V) (81.133), Jens-Peter Bonde (N) (68.979), Klaus Riskær Pedersen (V) (57.114), Marie Jepsen (C) (46.632), Ib Christensen (N) (39.607), Tove Nielsen (V) (35.264), Birgit Bjørnvig (N) (31.786) og Ejner Hovgaard Christiansen (A) (26.583).
Øvrige seks valgte kandidater: Joanna Rønn (A) (18.967), Freddy Blak (A), Christian Rovsing (C), Frode Nør Christensen (D), John Iversen (F) og Ulla Sandbæk (N) (15.561).
De tre øverste kandidater på lister uden repræsentation: Steffen Westergaard Andersen (B), Dagmar Mørk Jensen (B), Jens Jørgen Bolvig (B), Jann Sjursen (Q), Esther Iversen (Q), Ole M. Nielsen (Q), Johannes Sørensen (Z), Annette Just (Z) og Rasmus D. Nielsen (Z).

## Eksterne kilder og henvisninger
- VALGET TIL EUROPA-PARLAMENTET DEN 9. JUNI 1994, Indenrigsministeriet (Webside ikke længere tilgængelig).
- Europa-Parlamentet. Danske kvinders repræsentation gennem 25 år 1979-2004. Kvinfo Arkiveret 13. oktober 2009 hos  Wayback Machine.
- Folketingets EU-Oplysning. Læst 23. maj 2012 Arkiveret 15. december 2010 hos  Wayback Machine.